# Welyka Obuchiwka
Welyka Obuchiwka (ukrainisch Велика Обухівка; russisch Великая Обуховка Welikaja Obuchowka) ist ein Dorf in der ukrainischen Oblast Poltawa mit etwa 700 Einwohnern (2001).

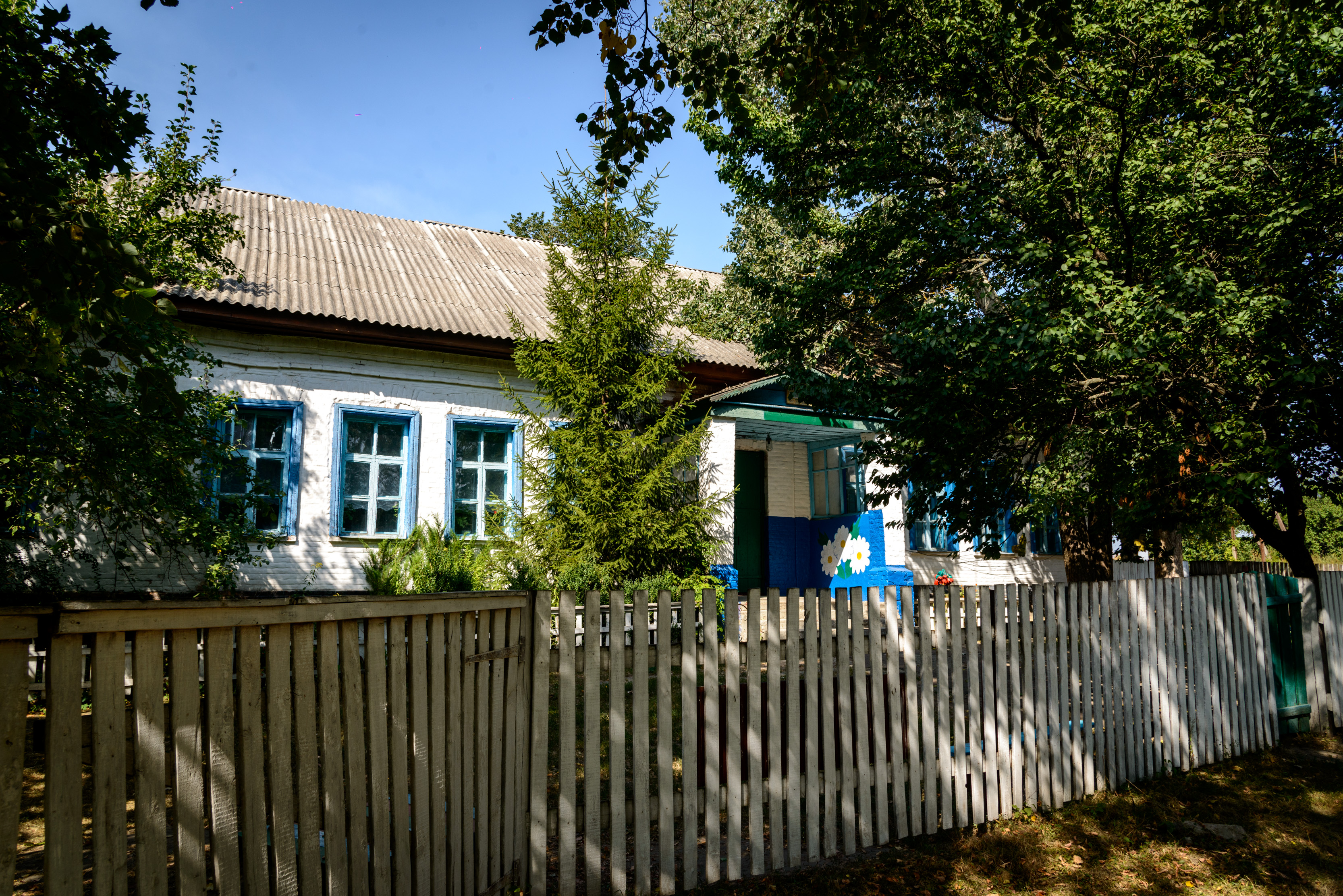
Haus im Ort

Die Ortschaft liegt auf 117 m Höhe am rechten Ufer des hier mäandrierenden Psel, einem linken Nebenfluss des Dnepr. Welyka Obuchiwka befindet sich  an der Territorialstraße T–17–26 40 km nordöstlich vom Rajonzentrum Myrhorod und 100 km nordwestlich vom Oblastzentrum Poltawa.
In dem in der ersten Hälfte des 17. Jahrhunderts gegründeten Dorf siedelten sich zunächst Kosaken und Bürger vom Ufer des Dnepr (Obuchiw, Kaniw) an.
Im 18. und 19. Jahrhundert war das Dorf im Besitz der Familie Kapnist. Das Mitglied der Familie, der Schriftsteller Wassili Kapnist (1753–1823) kam hier zur Welt und starb hier. Die in Kiew verstorbene und ebenfalls der Familie angehörige Filmschauspielerin Marija Kapnist (1914–1993) wurde im Ort beerdigt.
2008 wurde ein Denkmal für den Sohn der Ortschaft Wassili Kapnist im Dorf errichtet.
Am 12. Juni 2020 wurde das Dorf ein Teil der neugegründeten Landgemeinde Welyki Sorotschynzi, bis dahin bildete es zusammen mit den Dörfern Panassiwka (Панасівка) und Sakaliwka (Сакалівка) die gleichnamige Landratsgemeinde Welyka Obuchiwka (Великообухівська сільська рада/Welykoobuchiwska silska rada) im Nordosten des Rajons Myrhorod.